# Manneken Pis
Manneken Pis (nizozemsko, deček, ki lula) je znamenita majhna bronasta skulptura (61 cm)  v Bruslju, ki prikazuje golega dečka, ki lula v vodnjak. Zasnoval ga je Hiëronymus Duquesnoy starejši in je bil narejen leta 1618 ali 1619. Trenutni kip je iz leta 1965. 
Manneken Pis je zelo znan simbol Bruseljčanov. Upodablja njihov smisel za humor (zwanze v bruseljskem narečju) in njihovo neodvisnost misli.

## Etimologija
Če smo natančni, je pravo ime kipa Menneke Pis. V flamščini ali nizozemščini, pa tudi v bruseljskem narečju een manneke pomeni majhen mož, medtem ko een menneke pomeni majhen deček (manjši mož: deček).
Manneken Pis je imel včasih vzdevek majhen Julien (Juliaenkensborre), ki se dejansko nanaša na izginuli Julienov vodnjak.

## Lokacija in dostopnost
Kip je v središču Bruslja, le pet minut hoje od Velikega trga, na križišču dveh ulic: Chêne/Eikstraat in Étuve/Stoofstraat.

## Zgodovina

### Izvor
Najstarejšo omembo je mogoče najti v upravnem besedilu iz leta 1451 in 1452 o vodnih linijah, ki naj bi oskrbovale bruseljske vodnjake. Od začetka je imel vodnjak ključno vlogo pri razdeljevanju pitne vode. Kip je stal je na stebru in zlival vodo v dvojno pravokotno kamnito korito. Edine predstavitve so vidne na sliki Denisa Van Alsloota, ki predstavlja bruseljski Ommegang, sprevod iz leta 1615, in na skici zanjo.
Prvi kip je zamenjala nova bronasta različica, naročena leta 1619. Ta 61 centimetrov visok kip na vogalu ulic Étuve in  Grands Carmes, je naredil bruseljski kipar Hieronimus Duquesnoy starejši (1570–1641), oče Jérôma Duquesnoya mlajšega in slavnega  Françoisa Duquesnoya. Verjetno so ga vlili in vgradili leta 1620. V tem času je steber, ki je podpiral kip in dvojno pravokotno korito, popolnoma preoblikoval Daniel Raessens.
Med svojo zgodovino se je kip srečal z mnogimi nevarnostmi. Francosko bombardiranje Bruslja leta 1695 je preživel nepoškodovan, toda poškodovane so bile cevi, tako da nekaj časa ni bilo vode v vodnjaku. Brošura, objavljena istega leta, opisuje to epizodo. To besedilo je najstarejše potrdilo, da je Manneken Pis postal »slaven, cenijo ga vsi in znan je po vsem svetu«. Prvič je postal simbol Bruslja. Pravijo, da je po bombardiranju zmagoslavno spet na svojem podstavku. Ob tej priložnosti je bil nad glavo napisan naslednji odlomek iz Biblije: In petra exaltavit me, et nunc exaltavi caput meum super inimicos meos (Gospod me je postavil na kamnit podstavek in zdaj dvigam glavo nad sovražnike). Kot je razvidno iz gravure Jacquesa Harrewijna iz leta 1697, fontana ni več na ulici, temveč v poglobitvi na vogalu ulic Chêne in Étuve.
Leta 1770 sta steber in dvojno pravokotno korito izginila; kip je bil vključen v nov okras v obliki kamnite niše v skalnem slogu, ki izvira iz nekega drugega vodnjaka v Bruslju. Voda je preprosto tekla skozi rešetko v tleh, ki je bila v 19. stoletju nadomeščena s koritom. Na svoji novi postavitvi je kip videti manjši.
Celotna struktura je zaščitena z ograjo, zadnja različica je iz leta 1851. Slednja je preprečila dostop do vode in vodnjak je dobil okrasno in simbolično vlogo. Prav tako se je godilo tudi drugim vodnjakom. To je povezano s prizadevanji mesta Bruselj v začetku leta 1855, da bi se omogočila dostava pitne vode v domove.
Kip je bil večkrat ukraden, še več je bilo poskusov kraje. Po legendi je bil kip odstranjen leta 1745 in najden v flamskem mestu Grammont (nizozemsko Geraardsbergen). Bruseljčani so kot znak zahvale temu mestu podarili repliko kipa. V resnici so ga prvi poskusili ukrasti francoski grenadirji, ki so bili  nameščeni v Bruslju leta 1747. Prebivalci so se uprli in jim zagrozili z maščevanjem. Francoski kralj Ludvik XV. je  pomiril spor in zanj daroval z zlatom vezen brokat. Dovolil je, da ima meč in ga okrasil s križem svetega Ludvika.
Kip je leta 1817 ukradel begunec Antoine Licas. Obsojen je bil na dosmrtno prisilno delo. Najprej je bil eno uro privezan na klado na Velikem trgu. Izvirni kip je bil med to krajo v 11 kosih, a ga je obnovil usposobljen varilec s pomočjo kiparja Gillesa-Lamberta Godecharla. Kosi so se ujemali in se uporabili za izdelavo kalupa, v katerega je bil vlit bronast kip. Kip je bil nato privit na novo bazo z oznako 1620-REST 1817.

### 20. stoletje do danes
Manneken Pis je v 20. stoletju doživel podobne nesreče. Dve poskusni kraji sta bili leta 1955 in 1957. Po nekaterih zapisih je bil ukraden najmanj sedemkrat; januarja 1963 so študenti študentskega združenja Antwerpna De Wikings višje poslovne šole (Sint-Ignatius Handelshogeschool), ki je zdaj del Antwerpenske univerze, »ugrabili« kip za pet dni, nato so ga predali antwerpenskim organom. Lokalni in mednarodni tisk je objavil zgodbo in prispeval k zbiranju sredstev študentov za dve sirotišnici. Resnejše je bilo, ko je izginil leta 1965; kip je odtrgal tat, ostali so le nogice in gležnji. Junija 1966 je antwerpenska revija De Post prejela anonimni telefonski klic. Telo kipa naj bi bilo v kanalu Charleroi. Res so ga našli potapljači, ki jih je poslala revija in 27. junija je bil vrnjen v Bruselj. Ponovno je bil obnovljen in zaščiten, izvirnik je zdaj shranjen v drugem nadstropju muzeja mesta Bruselj (Maison du Roi/Broodhuis) na Velikem trgu.  Na vogalu ulice Chêne in Étuve je bil zamenjan s kopijo.

## Legende
O kipu je nekaj legend, najbolj znana pa je o vojvodi Godfreyju III. iz Leuvna. Leta 1142 se je vojska dveletnega vojvode borila proti vojski Berthouta, gospodarja Grimbergna, v Ransbeku (zdaj Neder-Over-Heembeek). Malega Godfreyja so dali v košarico in jo obesili na drevo, da bi opogumili vojake. Od tam je uriniral na Berthoutove vojake, ki so izgubili bitko. 
- Po drugi legendi so Bruselj v 14. stoletju oblegale tuje sile. Mesto se je nekaj časa branilo, zato so napadalci zasnovali načrt za postavitev razstreliva na mestnem obzidju. Majhen deček z imenom Julien je vohunil za njimi, ko so se pripravljali. Uriniral je na goreče vžigalo in tako rešil mesto. Takrat (sredi 15. stoletja, morda že leta 1388) je bil narejen podoben kip iz kamna. Kip je bil večkrat ukraden.
- Druga zgodba, ki jo povedo turistom, govori o bogatem trgovcu, ki je med obiskom mesta s svojo družino izgubil svojega ljubljenega mladega sina. Na hitro je zasnoval iskanje, prečesali so vse vogale mesta, dokler niso našli dečka, ko je uriniral v majhnem vrtu. Trgovec je domačinom iz hvaležnosti zgradil vodnjak.
- Naslednja legenda pravi, da se je majhen otrok izgubil ob nakupovanju njegove matere v središču mesta. Zaskrbljena mati je prosila vse, s katerimi je prišla v stik, tudi župana mesta, naj ji pomagajo iskati otroka. Ko so ga končno našli, je  uriniral na vogalu majhne ulice. Zgodba je postala znana in kip je bil postavljen kot poklon znani legendi.
- Še ena legenda govori o mladeniču, ki ga je prebudil požar in ga je gasil z uriniranjem, kar je pripomoglo, da se kraljev grad zaradi požara ni podrl.

## Običaji

### Oblačenje
Manneken Pis je preoblečen večkrat na teden po objavljenem urniku, ki je postavljen na ograji okoli vodnjaka. Od leta 1954 za oblačila skrbi nedobičkonosno združenje Prijatelji Manneken-Pisa, ki vsako leto pregleda več sto novih modelov. Nekaj jih izbere, nato jih izdelajo .
Njegovo garderobo sestavlja okoli tisoč različnih oblačil, od katerih jih je veliko mogoče videti na stalni razstavi v Mestnem muzeju na Velikem trgu,  nasproti Mestne hiše. Februarja 2017 je odprl svoja vrata posebej zasnovan muzej na ulici Chêne/Eikstraat, št. 19, imenovan Oblačila Manneken Pisa. 
Čeprav so oblačila izum 20. stoletja, njihova občasna uporaba sega skoraj do datuma litja; najstarejše oblačilo v mestnem muzeju je iz 17. stoletja.  Leta 1756 je popis pokazal, da je imel Manneken Pis pet popolnih oblačil. Od leta 1918 do 1940 so mu jih zamenjali okoli 30. Šele po letu 1945 se je to izjemno razmahnilo; leta 1994 je imel več kot 400 oblačil, več kot 750 v letu 2005 in več kot 950 v letu 2016.  Menjanje oblačila je barvita slovesnost, ki jo pogosto spremlja glasbena spremljava. Veliko oblačil je narodna noša narodov, ki prihajajo v Bruselj kot turisti, pa tudi uniforme različnih trgovcev, poklicev, združenj in podružnic civilnih in vojaških služb.
- Manneken Pis, oblečen kot bruseljski župan, 902. kostum
- 25. obletnica Prijateljev Manneken Pisa (3. september 2011)
- Manneken Pis kot izdelovalec orgel (21. junij 2009)
- Manneken Pis kot mornar
- Manneken Pis v dresu za judo
- Manneken Pis kot Drakula (15. marec 2002)
- Manneken Pis oblečen za ples demonov (Bolivija) (3. marec 2007)
- Manneken Pis s saksofonom ob 200. obletnici rojstva Adolpha Saxa

### Folklora
Ob nekaterih priložnostih je na kip pritrjen vrček piva. Napolnijo ga s pivom, ki teče iz kipa in ga ponujajo ljudem, ki gredo mimo. 

## Replike

### V Belgiji
Čeprav je bruseljski najbolj znan, je še precej drugih. Nastal je spor o tem, ali je starejši tisti v Bruslju ali v Geraardsbergnu.  Podobni kipi so tudi v belgijskih mestih Koksijde, Hasselt, Gent, Brugge, v mestu Braine-l'Alleud (kjer se imenuje Il Gamin Quipiche) in v francoski flandrijski vasi Broxeele, ki ima isto etimologijo kot Bruselj.

### Po svetu
Od 20. stoletja dalje so bile narejene številne kopije v Belgiji in po svetu, ki se ločijo od uradnih, ki jih je mesto Bruselj darovalo kot kopijo in posnetke, ki jih izdelajo zasebniki in ljubitelji majhnega kipa.
Uradne kopije so bile darovane v:
- Colmar (1921);
- Osako (1928);
- Monako (1951);
- London (1959);
- Broxeele (1979);
- Benalmadeno (1991);
- Nagojo (2015).

V mnogih državah replike iz medenine ali steklenih vlaken običajno krasijo plavalne ali vrtne bazene. Veliko kopij je po vsem svetu, predvsem krasijo vrtove. Prodajajo se tudi kot spominki v obliki obeskov za ključe, odpiračev za steklenice itd.
Na Baliju v Indoneziji je belgijska restavracija Mannekepis s kipom, ki stoji pred restavracijo in urinira. 
Septembra 2002 je v Belgiji rojen izdelovalec vafljev postavil repliko pred svojo stojnico v nakupovalnem središču Orlando Fashion Square v Orlandu na Floridi. Nekateri kupci so se pritožili in je bil kaznovan. 
V nasprotju s tem je v Riu de Janeirou podoben kip pred četrtjo Botafogo de Futebol e Regatas, znanem brazilskem nogometnem klubu in je njegova maskota. 
Delovna replika stoji na postaji Hamamatsuchō v Tokiu na Japonskem. Nanj ponosni delavci ga oblačijo v različna oblačila, tradicionalna in druga, v različnih obdobjih leta. 

## Kipi, navdahnjeni po Manneken Pisu
Od leta 1987 je imel Manneken Pis enakovredno deklico Jeanneke Pis, ki je na vzhodni strani majhne ulice, imenovane Impasse de la Fidélité/ Getrouwheidsgang blizu ulice Bouchers, majhna deklica čepi in lula, polni majhen vodnjak, a je manj slavna.
Het Zinneke je kip psa, ki urinira proti stebričku na pločniku, kar malo spominja na Manneken Pis, a ni povezan z vodnjakom. Zinneke pomeni pankrt v bruseljskem narečju.
- Kip Jeanneke Pis v Bruslju.
- Kip Het Zinneke v Bruslju.

## V popularni kulturi
- Igra na srečo 7 čudes omogoča igralcu, da zgradi osmo čudo sveta: Manneken-Pis. [14]
- Film Zabava, v katerem igra Peter Sellers, vidimo reprodukcijo kipa. Kipovo uriniranje se lahko spremeni in Sellers, ki igra nespretnega indijskega igralca, potopi gosta, ker pritisne napačen gumb.
- V filmu Jama brez dna iz leta 1986 Walter Fielding, ki ga igra Tom Hanks, slučajno pade na gradbeno območje, na katerem delavci obnavljajo njegov dom. Spusti se skozi okno, čez streho, po odru, končno v kolo, v katerem se spusti po hribu in se zvrne v vodnjak ter obleži neposredno pod repliko Manneken Pisa.
- Manneken Pis je belgijski film, komedija drama iz leta 1995, ki ga je režiral Frank Van Passel, scenarij pa napisal Christophe Dirickx. Premierno je bil predstavljen maja 1995 na filmskem festivalu v Cannesu. Prejel je nagrado Andréja Cavensa za najboljši film in štiri nagrade Josepha Plateauja. Film je bil izbran za najboljši tujejezični film na 68. podelitvi  oskarjev, vendar ni bil nominiran.